# Japanska invasionen av Manchuriet
Den japanska invasionen av Manchuriet började den 18 september 1931 när den japanska armén invaderade Manchuriet direkt efter Mukdenincidenten. Japan etablerade marionettstaten Manchukuo och höll området ockuperat fram till slutet av andra världskriget. 